# Verdediger van het Geloof

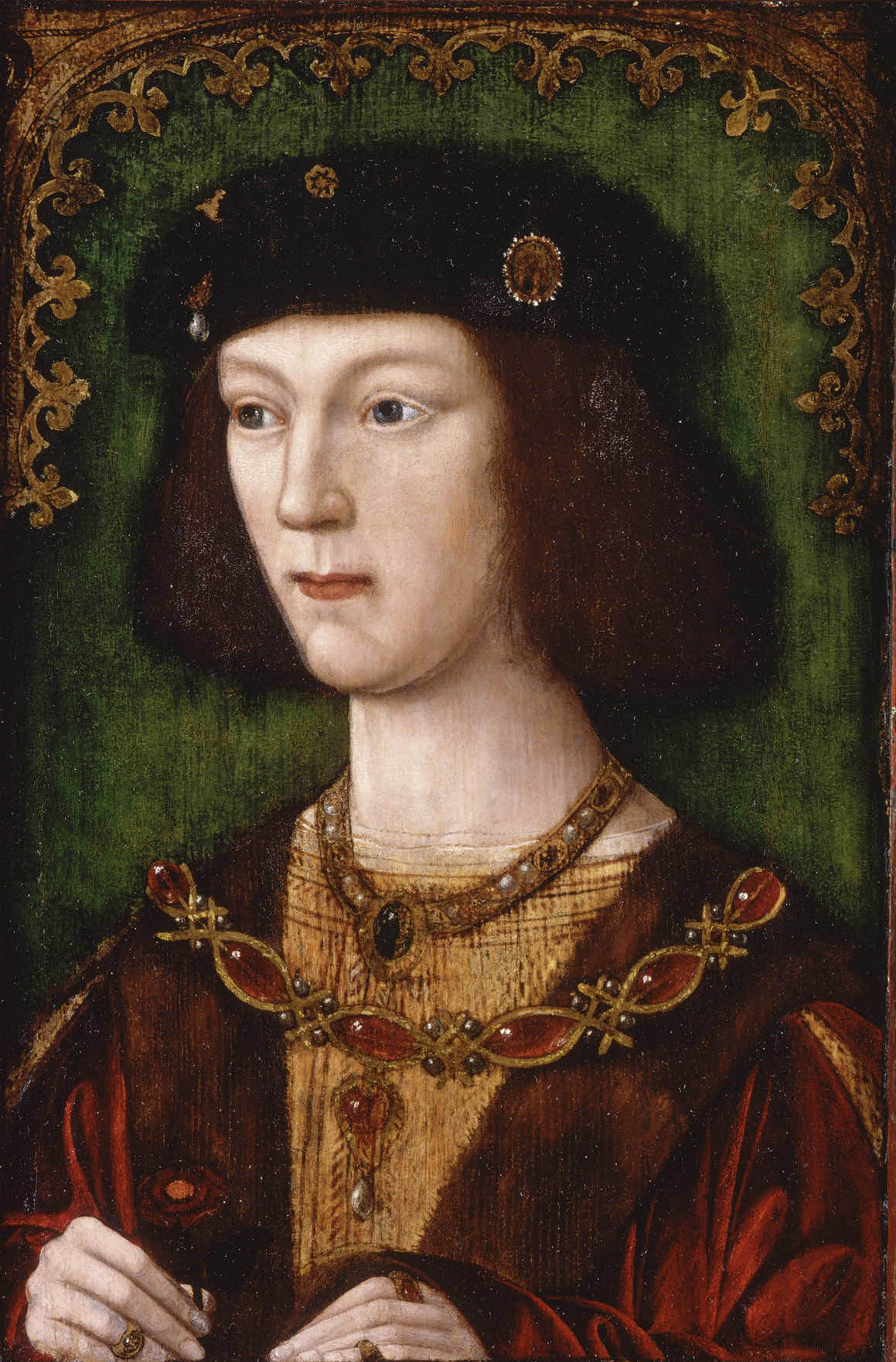
Hendrik VIII als jonge man van 18. Acht jaar later werd hij, ten minste voor een tijd "de Verdediger van het Geloof".

Verdediger van het Geloof, in het Latijn Fidei defensor, is een titel die in diverse vormen door koningen wordt gedragen.

## Engelse en Britse koningen
De Engelse koning Hendrik VIII kreeg op 17 oktober 1521 van paus Leo X het recht om zich "Verdediger van het Geloof" te noemen. In de pauselijke bul stond de titel uiteraard in het Latijn vermeld als "Fidei defensor". Hendrik en zijn opvolgers op de Engelse en Britse troon hebben de titel sindsdien gedragen.
Aanleiding was de publicatie van Hendriks boek "Assertio Septem Sacramentorum". In deze studie over de sacramenten keerde Hendrik zich tegen Maarten Luthers opvatting dat er niet meer dan twee sacramenten zouden bestaan. De later steeds weer echtscheidende en overspelige Hendrik verdedigde in zijn boek vooral het geheiligde karakter van het huwelijk en de positie van de Paus als hoofd van het christendom.
De titel past in de traditie van de aan Europese vorsten verleende pauselijke eretitels. Zo waren er een
- Katholieke Majesteit; De koningen van Spanje.

Koning Juan Carlos I verkoos in 1975 alleen nog "Zijne Majesteit de Koning van Spanje" te zijn. Hij heeft desondanks zijn aanspraken op de oude titels van de Spaanse kroon, waaronder deze, niet opgegeven.
- Apostolische Majesteit; De koningen van Hongarije
- Christelijke Majesteit; De koningen van Frankrijk
- Zeer Getrouwe Majesteit; De koningen van Portugal

Sinds 1521 kon dus ook de Engelse koning zich met een dergelijke eretitel tooien.
Toen Hendrik naar het protestantse kamp was overgelopen, zonder een annulering van zijn vrouw Catharina van Aragon ging scheiden en de kerk van Rome bloedig ging vervolgen trok Paus Clemens VII of Paus Paulus III de titel ergens tussen 1533 en 1538, er is onduidelijkheid over de exacte datum van de excommunicatie van de koning, uiteraard weer in.
Het parlement verleende Hendriks zoon en opvolger Eduard VI de titel "Verdediger van het Geloof" waarbij uiteraard op de Anglicaanse staatskerk werd geduid.
De Engelse koningen kregen een positie als "Hoogste Bestuurder" (Engels: "Supreme Governor") van de protestantse staatskerk die in de praktijk door de primaat van Engeland, de Aartsbisschop van Canterbury wordt geleid.
Tijdens het Gemenebest, de Engelse republiek die tussen 1653 en 1659 de monarchie verving, werd de titel niet door de twee staats- en regeringshoofden, de "Lords Protector" Oliver Cromwell en zijn zoon Richard Cromwell gedragen.
In een Latijnse vertaling staat de titel sinds 1714 op vrijwel alle munten van het Verenigd Koninkrijk en Groot-Brittannië. Vaak wordt zij om plaats te sparen afgekort tot "F.D." of "FID.DEF." De enige uitzondering was de "florin" van 1849. Dit was een decimaal muntstuk van 2 shilling (een tiende van een pond). Omdat de letters F.D. ontbraken brak een schandaal uit.
Toen het Britse Gemenebest tot stand kwam verkozen de eerste Dominions de titel in hun rij van koninklijke titels op te nemen. In de Ierse Vrijstaat (tot 1948), Australië en Nieuw-Zeeland waren de koningen "defender of the faith". In Pakistan werd de titel in de opsomming van de titels van George VI nog genoemd maar tijdens de korte regering van Elizabeth II (zij werd in 23 maart 1956 vervangen door een president) weggelaten. De titel was moeilijk in overeenstemming te brengen met de islamitische staatsgodsdienst van Pakistan.
In Australië werd de titel in 1973 geschrapt. Het Koninkrijk Canada behield de titel met een verwijzing naar "het geloof van velen in een alwetende voorzienigheid". In de Franse vorm van de titels van de Canadese koningin is zij "Défenseur de la Foi". Canada heeft desondanks geen staatsgodsdienst. De meeste van de andere koninkrijken van Elizabeth II laten de titel weg.
De juridische basis van de titels van de Britse koningin is de preambule van het Statuut van Westminster.Om de titels te veranderen moeten alle 53 landen van het Gemenebest een wetswijziging goedkeuren en binnen het Verenigd Koninkrijk ook de Kroningswet van 1688 worden gewijzigd.
De titel wordt nu als een anachronisme ervaren. De Anglicaanse kerk is niet meer de kerk van de meerderheid van de bevolking en een religieuze titel voor het staatshoofd staat op gespannen voet met de gewetensvrijheid van agnosten, humanisten en atheïsten. Men kan zich ook afvragen wèlk geloof de Britse koning moet verdedigen en waartegen dat geloof verdedigd dient te worden. De spirituele en in diverse godsdiensten geïnteresseerde huidige Prins van Wales heeft gezegd dat hij graag Defender of Faith wil zijn in plaats van Defender of the Faith.

## Koning van Haïti
Hendrik I van Haïti regeerde van 1811 tot 1820 en noemde zich Défenseur de la Foi.

## De keizers van Brazilië
De Braziliaanse keizers waren van 1822 tot 1889 Defensor Perpétuo do Império do Brasil. (Portugees voor "Verdedigers van het keizerrijk Brazilië") Een variant op de oude Engelse titel.